# 마이크로소프트 애저 SQL 데이터베이스
마이크로소프트 애저 SQL 데이터베이스(Microsoft Azure SQL Database, 이전 명칭: SQL 애저, SQL 서버 데이터 서비스, SQL 서비스, 윈도우 애저 SQL 데이터베이스)는 마이크로소프트 애저 서비스의 일부로 제공되는 관리형 클라우드 데이터베이스 (PaaS) 클라우드 기반 마이크로소프트 SQL 서버이다. 이 서비스는 업그레이드, 패치, 백업 및 모니터링을 포함한 클라우드 기반 마이크로소프트 SQL 서버의 데이터베이스 관리 기능을 사용자 개입 없이 처리한다.

## 개요
애저 SQL 데이터베이스는 구조화된, 반정형, 비관계형 데이터의 다중 모드 저장을 지원한다.
애저 SQL 데이터베이스에는 앱 패턴을 학습하고 성능, 안정성 및 데이터 보호를 최대화하도록 패턴을 조정하는 내장 인텔리전스가 포함되어 있다.
주요 기능은 다음과 같다.
- 호스트 앱의 데이터 액세스 패턴 학습, 적응형 성능 튜닝, 안정성 및 데이터 보호의 자동 개선.[3]
- 온디맨드 스케일링.[4]
- 고객당 하나의 데이터베이스 격리 이점을 갖는 다중 테넌트 앱 관리 및 모니터링.[5]
- 치타(명령줄 인터페이스 유틸리티)와 같은 오픈 소스 도구 통합,[6] sql-cli,[7] 비주얼 스튜디오 코드,[8] 그리고 비주얼 스튜디오,[9] SQL Server Management Studio,[10] Azure Management Portal, 파워셸, 그리고 REST API와 같은 마이크로소프트 도구 통합.
- 암호화, 인증,[11] 데이터의 하위 집합에 대한 사용자 액세스 제한, 잠재적 위협 탐지를 돕고 침해 발생 시 중요 이벤트 기록을 제공하기 위한 지속적인 모니터링 및 감사.[12]

## 주요 사용 사례
- 클라우드 기반 애플리케이션 및 웹사이트를 위한 관계형 데이터 저장소
- 비즈니스 및 소비자 웹 및 모바일 앱
- 다중 테넌트 앱(서비스형 소프트웨어)을 위한 데이터베이스 관리
- 개발 주기를 가속화하기 위한 dev 및 테스트 데이터베이스 신속 생성
- 생산 비즈니스 서비스 신속 확장 및 알려진 비용으로 관리
- 격리 및 보안을 위해 클라우드에서 데이터 컨테이너화
- 자동화 증가를 통한 데이터베이스 관리 오버헤드 감소

## 설계
애저 SQL 데이터베이스는 SQL 서버 데이터베이스를 기반으로 구축되었으며, 따라서 공통 코드 베이스를 사용하여 최신 버전과 동기화 상태를 유지한다. 클라우드 버전의 데이터베이스 기술은 기본 컴퓨팅 인프라에서 분리하려고 하기 때문에 기존 SQL 서버에서 사용할 수 있는 일부 상황별 T-SQL 기능을 지원하지 않는다. 그러나 나머지 기능은 동일하며, 마이크로소프트에서 비호환성을 명시하고 있다. 애저 SQL 데이터베이스는 마이크로소프트의 SQL 관리형 인스턴스 제공과 유사하지만 약간의 차이가 있다.

## 타임라인
- 2009년 – 서비스 발표[16]
- 2010년 – 서비스 출시[17]
- 2014년 – 새 버전 발표 및 Windows Azure에서 Microsoft Azure로 브랜드 변경[18]
- 2015년 – 주요 아키텍처 개정
- 2016년 – Elastic Pools 도입[19]
- 2017년 - Azure SQL Database Managed Instance 출시
- 2019년 - Azure SQL Database Hyperscale, Serverless 및 Instance Pools 출시[20]

## 배포 모델
애저 SQL 데이터베이스는 독립형 데이터베이스 또는 탄력적 데이터베이스 풀(공유 스토리지 및 컴퓨팅 리소스 포함)의 두 가지 배포 모델로 제공된다.

## 같이 보기
- 마이크로소프트 애저
- 오라클 클라우드 플랫폼
- SQL 서버
- 아마존 관계형 데이터베이스 서비스
- 관계형 데이터베이스
- 클라우드 컴퓨팅
- 서비스형 소프트웨어